# Gobburwadi, Gulbarga
Gobburwadi là một làng thuộc tehsil Gulbarga, huyện Gulbarga, bang Karnataka, Ấn Độ.